# Albacor de Molla de Meló
Albacor De Molla De Meló es un cultivar de higuera de tipo higo común Ficus carica, bífera (con dos cosechas por temporada, brevas e higos de otoño), de higos de epidermis con color de fondo morado oscuro con sobre color marrón rojizo.Se cultiva en la colección de higueras de Montserrat Pons i Boscana en Llucmajor, Islas Baleares.

## Sinonimia
- „sin sinónimo“,[4][6][7]

## Historia
Actualmente la cultiva en su colección de higueras baleares Montserrat Pons i Boscana, rescatada de un ejemplar o higuera madre cultivada en el término de Sencelles, ya desaparecida probablemente por la vejez del árbol, además no se ha encontrado otro cultivar de la misma variedad.
La variedad 'Albacor De Molla De Meló' está citada en el Diccionario Catalán-Valenciano-Balear (DCVB). Es una  variedad difícil de encontrar y poco conocida incluso en los lugares más cercanos a la ubicación del árbol madre. Obtiene su nombre debido al color amarillento de su pulpa como el fruto del melón.

## Características
La higuera 'Albacor De Molla De Meló' es una variedad bífera de tipo higo común. Árbol de gran desarrollo, con copa altiva estirada y poco espesa de ramaje. Sus hojas con 3 lóbulos (70%) son las mayoritarias, y de 5 lóbulos (30%). Sus hojas con dientes presentes y márgenes serrados. 'Albacor De Molla De Meló' tiene mucho desprendimiento de higos, y un rendimiento productivo alto por cada árbol. La yema apical cónica de color verde amarillento.
Los frutos 'Albacor De Molla De Meló' son de tamaño de longitud x anchura de 32 x 44 mm de forma ovoidal pero significativamente esférica para ser las más diferentes en apariencia externa de todas las 'Albacor', que presentan unos frutos medianos, simétricos en la forma y uniformes en las dimensiones, de unos 28,480 gramos en promedio, de epidermis de consistencia mediana, grosor de la piel grueso, de color de fondo morado oscuro con sobre color marrón rojizo. Ostiolo de 0 a 1 mm con escamas negras pequeñas. Pedúnculo de 0 a 2 mm cilíndrico de color verde oscuro. Grietas ausentes. Costillas prominentes. Con un ºBrix (grado de azúcar) de 19  de sabor poco dulce y sabroso en higos, con color de la pulpa rosada amarillenta. Con cavidad interna ausente, y con aquenios medianos y pocos. Son de un inicio de maduración en las brevas sobre el 22 de junio, la maduración de los higos sobre el 24 de agosto al 20 de septiembre. De rendimiento por árbol elevado.
Se usa como brevas e higos frescos y secos para alimentación humana. Frescos y secos para alimentación animal. Producción alta. Son de difícil abscisión del pedúnculo y una mediana facilidad de pelado. Medianamente resistentes a la apertura del ostiolo, al agriado y al transporte. Sensibles a las lluvias, y susceptibles al desprendimiento.

## Cultivo
'Albacor De Molla De Meló', se utiliza brevas e higos frescos y secos para alimentación humana. Los higos en fresco y seco para consumo animal (ganado porcino y ovino). Se está tratando de recuperar de ejemplares cultivados en la colección de higueras baleares de Montserrat Pons i Boscana en Llucmajor.